# Allograpta
Allograpta es un género muy grande y diverso de sirfidos presentes en todo el mundo, excepto la mayor parte de la región palearctica. Los adultos visitan flores y son polinizadores; la mayoría de las larvas tienen un modo de alimentación depredadora que involucra pulgones y otros  miembros del suborden Sternorrhyncha de cuerpo blando. Ciertas especies se han apartado de esto y se ha encontrado que sus larvas son mineras de hojas, barrenadores o comedores de polen.
Allograpta está siendo estudiada actualmente con métodos moleculares y morfológicos para producir una robusta filogenia del género y sus géneros relacionados. Los estudios preliminares muestran que el género es monofilético con los géneros Sphaerophoria y Exallandra colocados dentro de este género, lo cual obviamente, complica las cosas. Se necesita una revisión más completa antes de que puedan ocurrir cambios taxonómicos importantes, es decir, dividir el género o incorporar géneros relacionados.

## Especies[5]
- Allograpta aenea
- Allograpta aeruginosifrons
- Allograpta alamacula
- Allograpta alta
- Allograpta altissima
- Allograpta amphoterum
- Allograpta annulipes
- Allograpta aperta
- Allograpta argentipila
- Allograpta ascita
- Allograpta atkinsoni
- Allograpta australensis
- Allograpta bilineella
- Allograpta borbonica
- Allograpta browni
- Allograpta buruensis
- Allograpta calopoides
- Allograpta calopus
- Allograpta centropogonis
- Allograpta citronella
- Allograpta colombia
- Allograpta decemmaculata
- Allograpta dorsalis
- Allograpta dravida
- Allograpta eupeltata
- Allograpta exotica
- Allograpta falcata
- Allograpta fasciata
- Allograpta fascifrons
- Allograpta flavofaciens
- Allograpta flavophylla
- Allograpta flukei
- Allograpta forreri
- Allograpta funeralia
- Allograpta fuscotibialis
- Allograpta hastata
- Allograpta hians
- Allograpta hirsutifera
- Allograpta hortensis
- Allograpta hudsoni
- Allograpta hypoxantha
- Allograpta imitator
- Allograpta insularis
- Allograpta javana
- Allograpta kinabalensis
- Allograpta latifacies
- Allograpta limbata
- Allograpta longulus
- Allograpta lucifera
- Allograpta luna
- Allograpta macquarti
- Allograpta maculipleura
- Allograpta maritima
- Allograpta medanensis
- Allograpta micrura
- Allograpta mu
- Allograpta nasigera
- Allograpta nasuta
- Allograpta neofasciata
- Allograpta neotropica
- Allograpta nigripilosa
- Allograpta nummularia
- Allograpta obliqua
- Allograpta obscuricornis
- Allograpta pallida
- Allograpta phaeoptera
- Allograpta philippina
- Allograpta piurana
- Allograpta plaumanni
- Allograpta pseudoropalus
- Allograpta pulchra
- Allograpta purpureicollis
- Allograpta quadricincta
- Allograpta radiata
- Allograpta rediviva
- Allograpta remigis
- Allograpta robinsoni
- Allograpta robinsoniana
- Allograpta roburoris
- Allograpta ropalus
- Allograpta rostrata
- Allograpta rufifacies
- Allograpta saussurii
- Allograpta septemvittata
- Allograpta similis
- Allograpta strigifacies
- Allograpta sycorax
- Allograpta syrphica
- Allograpta tectiforma
- Allograpta teligera
- Allograpta tenella
- Allograpta varipes
- Allograpta ventralis
- Allograpta zumbadoi

Lista incompleta